# Stygnus gertschi
Stygnus gertschi is een hooiwagen uit de familie Stygnidae.